# Detroit (Alabama)
Detroit est une petite ville située dans l’État américain d'Alabama, dans le comté de Lamar. Selon le recensement de 2000, sa population est de 247 habitants.

## Démographie
| 1960 | 1970 | 1980 | 1990 | 2000 | 2010 | - | - |
| ---- | ---- | ---- | ---- | ---- | ---- | - | - |
| 113  | 191  | 326  | 291  | 247  | 237  | - | - |